# مارتن باز
مارتن باز (بالفرنسية: Martin Paz)‏، (بالإنجليزية: Martin Paz)‏ قصة قصيرة من تأليف الروائي جول فيرن صدرت عام 1852.